# Alena Amjaljoesik

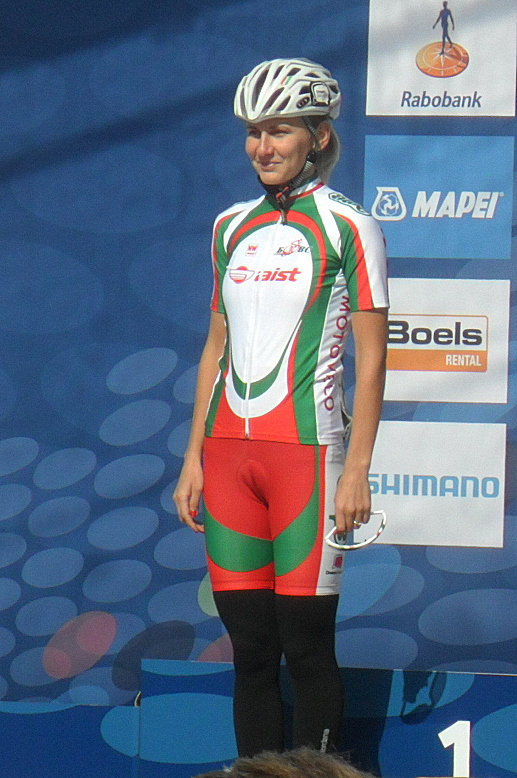
Amjaljoesik op het WK 2012 in Valkenburg

Alena Amjaljoesik (Wit-Russisch: Алена Амялюсік) (Bobroejsk, 6 februari 1989) is een Wit-Russisch wielrenner die sinds 2023 rijdt voor de wielerploeg UAE Team ADQ. Voorheen reed ze acht jaar voor Canyon-SRAM en drie jaar voor het Italiaanse BePink. Ze woont in Lombardije in Italië.

## Carrière
Amjaljoesik, ook wel geschreven als Amialiusik, werd verschillende keren Wit-Russisch kampioen tijdrijden en op de weg. Ook kwam ze uit voor Wit-Rusland bij de wegwedstrijd tijdens de Olympische Zomerspelen 2012 in Londen. Hier finishte ze als vijftiende. Vier jaar later, op de Olympische Zomerspelen 2016 in Rio de Janeiro werd ze 11e en 13e in de tijd- en wegrit.
In 2015 won ze de wegrit op de Europese Spelen in Bakoe (Azerbeidzjan) en met haar ploeg Velocio-SRAM won ze de WK ploegentijdrit in Richmond (VS). Ook won ze dat jaar het eindklassement in de Gracia Orlová en eerder al etappes in de Route de France en de Tour de l'Ardèche. In 2018 werd ze opnieuw wereldkampioene ploegentijdrijden met Canyon-SRAM in Innsbruck (Oostenrijk). In 2019 won ze met haar ploeg de openingsetappe van de Giro Rosa.
Op 24 juni 2021 won Amjaljoesik de tweede etappe van de Lotto Belgium Tour 2021. In juli 2021 nam ze namens Wit-Rusland deel aan de Olympische Zomerspelen 2020 in Tokio, waar ze 17e werd in de wegwedstrijd en 16e in de tijdrit. Op 27 juli 2022 werd Amjaljoesik derde in de vierde etappe van de Tour de France Femmes 2022.

## Palmares
2007
 Europees Kampioenschap tijdrijden, junioren
2011
 Wit-Russisch kampioene op de weg
 Wit-Russisch kampioene tijdrijden
 Europees Kampioenschap op de weg, beloften
2012
 Wit-Russisch kampioene tijdrijden
1e etappe Route de France
Muri Fermani - Le Nostre Fiandre
2013
 Wit-Russisch kampioene op de weg
 Wit-Russisch kampioene tijdrijden
2e etappe Tour de l'Ardèche
Muri Fermani - Le Nostre Fiandre
2014
 Wit-Russisch kampioene op de weg
 Wit-Russisch kampioene tijdrijden
5e etappe Tour de l'Ardèche
4e etappe Ronde van Costa Rica
Grand Prix El Salvador
1e etappe Ronde van El Salvador
2e etappe Ronde van El Salvador
Bergklassement Ronde van El Salvador
2015
 wegwedstrijd op de Europese Spelen
 Wereldkampioen ploegentijdrit met Velocio-SRAM:
(met Brennauer, Canuel, Guarischi, Kröger, Worrack)
 Wit-Russisch kampioene op de weg
 Wit-Russisch kampioene] tijdrijden
Bergklassement Holland Ladies Tour
1e etappe Gracia Orlová
Eind-, punten- en bergklassement Gracia Orlová
Winston-Salem Cycling Classic
2e etappe (TTT) Energiewacht Tour
2016
 Wit-Russisch kampioenschap tijdrijden
1e etappe Gracia Orlová
Puntenklassement Gracia Orlová
2017
 GP Plumelec
 La Classique Morbihan
2018
 Wereldkampioen ploegentijdrit met Canyon-SRAM:
(met A. Barnes, H. Barnes, Cecchini, Klein, Worrack)
 Wit-Russisch kampioene]op de weg
 Wit-Russisch kampioene tijdrijden
2019
1e etappe (TTT) Giro Rosa
 Wit-Russisch kampioenschap tijdrijden
 Wit-Russisch kampioenschap op de weg
2021
2e etappe Lotto Belgium Tour
2024
 Russisch kampioenschap op de weg
 Russisch kampioenschap tijdrijden
 Russisch kampioenschap mixed relay

### Resultaten in voornaamste wedstrijden
| Jaar | Ronde van Italië | Ronde van Frankrijk | Ronde van Spanje |
| ---- | ---------------- | ------------------- | ---------------- |
| 2012 | 12e              |                     |                  |
| 2013 | 10e              |                     |                  |
| 2014 | 14e              | 23e                 |                  |
| 2015 | 18e              |                     |                  |
| 2016 | 9e               | 37e                 |                  |
| 2017 |                  |                     |                  |
| 2018 | opgave           |                     |                  |
| 2019 | 24e              | 72e                 |                  |
| 2020 | 36e              | 30e                 |                  |
| 2021 | 15e              |                     | 20e              |
| 2022 | 21e              | 19e                 | opgave           |
| 2023 |                  | 43e                 |                  |
| 2024 | 72e              |                     | opgave           |
| 2025 | opgave           |                     |                  |

| Jaar | Milaan-San Remo | Gent-Wevelgem | Ronde van Vlaanderen | Parijs-Roubaix | Amstel Gold Race | Luik-Bast.‑Luik | Trofeo Alfredo Binda | Waalse Pijl | Classic Lorient Agglomération |  | WK op de weg |
| ---- | --------------- | ------------- | -------------------- | -------------- | ---------------- | --------------- | -------------------- | ----------- | ----------------------------- |  | ------------ |
| 2012 |                 |               | 10e                  |                |                  |                 | 11e                  | 16e         |                               |  | 14e          |
| 2013 |                 |               | 33e                  |                |                  |                 | 17e                  | 7e          | 4e                            |  |              |
| 2014 |                 |               | opgave               |                |                  |                 | ↑                    | 21e         | 9e                            |  | opgave       |
| 2015 |                 |               | 6e                   |                |                  |                 | 5e                   | 9e          |                               |  | 8e           |
| 2016 |                 | 45e           | 64e                  |                |                  |                 | 5e                   | 6e          | 10e                           |  | 34e          |
| 2017 |                 | opgave        |                      |                | 59e              | 23e             | 20e                  | 29e         |                               |  |              |
| 2018 |                 |               |                      |                | 34e              | 16e             | 5e                   | 23e         |                               |  |              |
| 2019 |                 |               | opgave               |                | 39e              | 8e              | 40e                  | 36e         | 29e                           |  | 18e          |
| 2020 |                 | 33e           | 6e                   |                |                  |                 |                      |             | 46e                           |  |              |
| 2021 |                 | 85e           |                      | opgave         | 48e              | 35e             | 48e                  | 39e         | 32e                           |  | 12e          |
| 2022 |                 |               | 67e                  |                |                  | 48e             | 25e                  | 54e         | 66e                           |  |              |
| 2023 |                 | 45e           | 79e                  |                | 42e              | 41e             | 34e                  | 42e         | 41e                           |  |              |
| 2024 |                 |               | 85e                  |                | 67e              | 22e             | 45e                  | 47e         |                               |  |              |
| 2025 | 63e             |               |                      |                | opgave           |                 |                      |             |                               |  |              |

## Ploegen

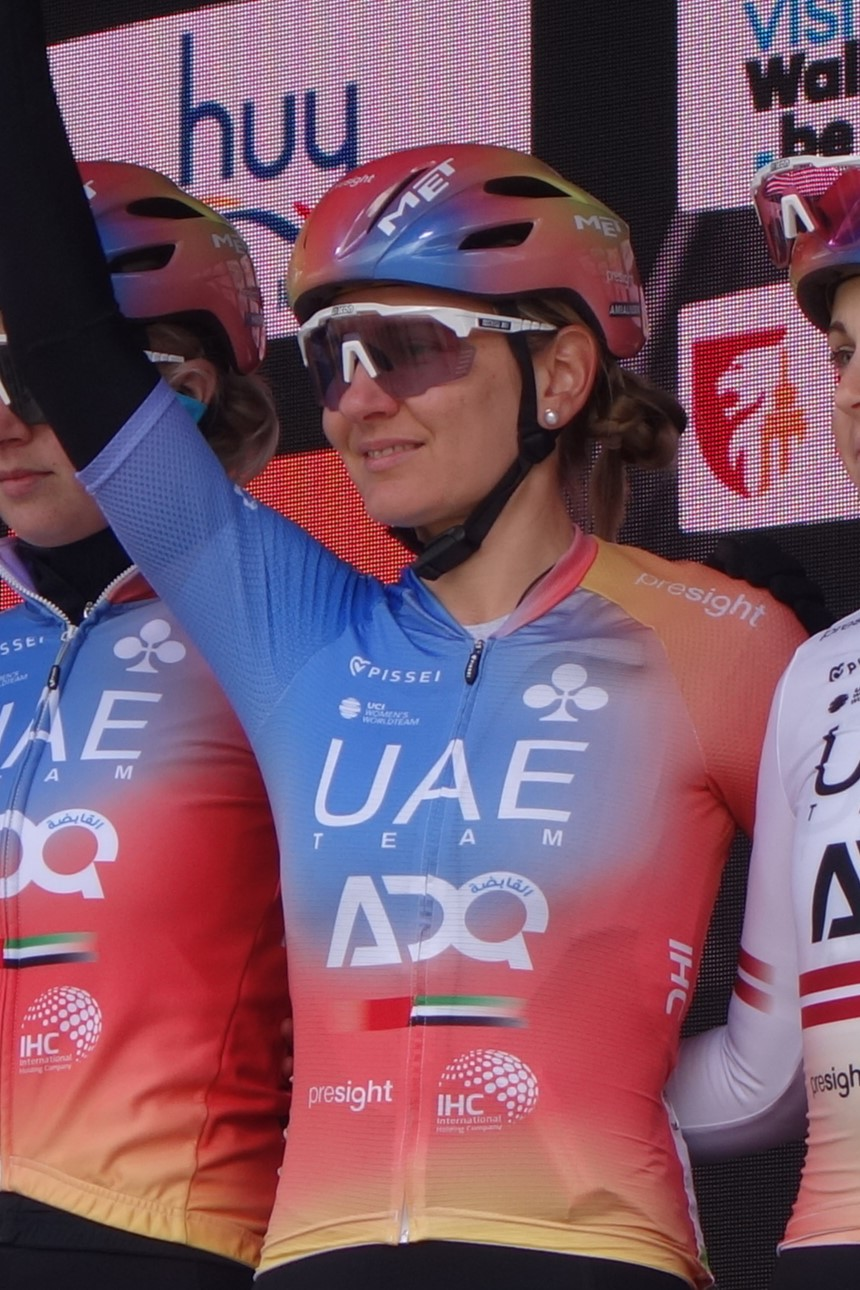
Namens UAE Team ADQ in 2024.

- 2012 —  BePink
- 2013 —  BePink
- 2014 —  Astana-BePink
- 2015 —  Velocio-SRAM
- 2016 —  Canyon-SRAM
- 2017 —  Canyon-SRAM
- 2018 —  Canyon-SRAM
- 2019 —  Canyon-SRAM
- 2020 —  Canyon-SRAM
- 2021 —  Canyon-SRAM
- 2022 —  Canyon-SRAM
- 2023 —  UAE Team ADQ
- 2024 —  UAE Team ADQ
- 2025 —  UAE Team ADQ

Amialiusik · Brennauer · Canuel · Cromwell · Delzenne · Guarischi · Kröger · Rowney · Wiles · Worrack
Amialiusik · Barnes · Brennauer · Cecchini · Cromwell · Guarischi · Kröger · Ryan · Worrack
Amialiusik · Barnes · Brennauer · Cecchini · Cromwell · Ferrand-Prévot · Guarischi · Kröger · Ryan · Thorvilson · Worrack
Amialiusik · A. Barnes · H. Barnes · Cecchini · Cromwell · Erath · Ferrand-Prévot · Klein · Niewiadoma · Riffel · Ryan · Thorvilson · Worrack
Amialiusik · A. Barnes · H. Barnes · Cecchini · Cromwell · Erath · Ferrand-Prévot · Gafinovitz · Harris · Klein · Ludwig · Niewiadoma · Riffel · Ryan · Shapira · Thorvilson
Amialiusik · A. Barnes · H. Barnes · Cecchini · Cromwell · Erath · Ferrand-Prévot · Gafinovitz · Harris · Klein · Ludwig · Niewiadoma · Pratt · Riffel · Ryan · Shapira · Thorvilson
Amialiusik · A. Barnes · H. Barnes · Bradbury · Chabbey · Cromwell · Dygert · Harris · Harvey · Klein · Ludwig · Niewiadoma · Ryan · Shapira
Amialiusik · Barnes · Bossuyt · Bradbury · Chabbey · Cromwell · Dygert · Harris · Harvey · Klein · Niewiadoma · Oudeman · Paladin · Rooijakkers · Roy
al Sayegh · Amialiusik · Baril · Bastianelli (tot 10/7) · Bertizzolo · Bujak · Consonni · Gasparrini · Harvey · Holden · Ivanchenko · Kumięga · Magnaldi · Persico · Tomasi · Trevisi
al Sayegh · Amialiusik · Bertizzolo · Bujak · Carbonari · Consonni · Gasparrini · Gillespie (vanaf 9/6) · Harvey · Holden · Ivanchenko · Kumięga · Magnaldi · Neumanová · Persico · Swinkels · Włodarczyk
al Sayegh · Amialiusik · Bäckstedt · Bertizzolo · Blasi (vanaf 14/5) · Chapman · Gasparrini · Gillespie · Holden · Ivanchenko · Longo Borghini · Magnaldi · Marturano · Neumanová · Persico · van Rooijen · Squiban · Swinkels · Włodarczyk